# Karlo Kralj
Karlo Kralj (Zagreb, Croacia, 23 de noviembre de 2001) es un futbolista croata que juega como portero en el NK Rudeš de la Primera Liga de Croacia.

## Estadísticas

### Clubes
Actualizado al último partido disputado el 27 de agosto de 2023.
| NK Rudeš · Croacia                    | 2.ª           | 2020-21       | 2  | 4  | 0 | 0 | ― | ― | 2  | 4  |
| NK Rudeš · Croacia                    | 2.ª           | 2021-22       | 6  | 5  | 1 | 2 | ― | ― | 7  | 7  |
| NK Rudeš · Croacia                    | 2.ª           | 2022-23       | 32 | 24 | 3 | 3 | ― | ― | 35 | 27 |
| NK Rudeš · Croacia                    | 1.ª           | 2023-24       | 3  | 4  | 0 | 0 | ― | ― | 3  | 4  |
| NK Rudeš · Croacia                    | Total club    | Total club    | 43 | 37 | 4 | 5 | 0 | 0 | 47 | 42 |
| Total carrera                         | Total carrera | Total carrera | 43 | 37 | 4 | 5 | 0 | 0 | 47 | 42 |
| (1) Hace referencia a goles encajados |               |               |    |    |   |   |   |   |    |    |